# تشانغ لي (لاعب كرة قدم مواليد 1989)
تشانغ لي (بالصينية: 张力) هو لاعب كرة قدم صيني في مركز الوسط، ولد في 6 أغسطس 1989 في خنان في الصين. لعب مع نادي هينان جيانيي.

## وصلات خارجية
- تشانغ لي (لاعب كرة قدم مواليد 1989) على موقع قاعدة بيانات كرة القدم.إي يو (الإنجليزية)
- تشانغ لي (لاعب كرة قدم مواليد 1989) على موقع Soccerway.com (الإنجليزية)